# Nová Ves u Jarošova
Nová Ves u Jarošova je obec v okrese Svitavy v Pardubickém kraji. Leží 25 kilometrů západně od Svitav a dvanáct kilometrů jihozápadně od Litomyšle. Žije zde 67 obyvatel.

## Historie
První písemná zmínka o obci pochází z roku 1559.

## Obyvatelstvo
| Rok            | 1869 | 1880 | 1890 | 1900 | 1910 | 1921 | 1930 | 1950 | 1961 | 1970 | 1980 | 1991 | 2001 | 2011 | 2021 |
| -------------- | ---- | ---- | ---- | ---- | ---- | ---- | ---- | ---- | ---- | ---- | ---- | ---- | ---- | ---- | ---- |
| Počet obyvatel | 229  | 310  | 282  | 246  | 269  | 261  | 243  | 182  | 156  | 129  | 86   | 63   | 63   | 61   | 59   |
| Počet domů     | 41   | 52   | 53   | 52   | 52   | 51   | 54   | 55   | 46   | 41   | 31   | 52   | 51   | 51   | 49   |

## Obecní správa
Mezi lety 1850–1869 Nová Ves u Jarošova patřila jako osada obce k Jarošovu v okrese Litomyšl. V letech 1870–1963 byla obcí v okrese Litomyšl (1870–1950) a později v okrese Svitavy. V letech 1964–1990 patřila znovu jako část obce k Jarošovu a od 1. září 1990 je opět samostatnou obcí.

### Obecní symboly
Znak a vlajka byly obci uděleny rozhodnutím předsedkyně Poslanecké sněmovny Parlamentu České republiky dne 13. května 2022.

## Galerie

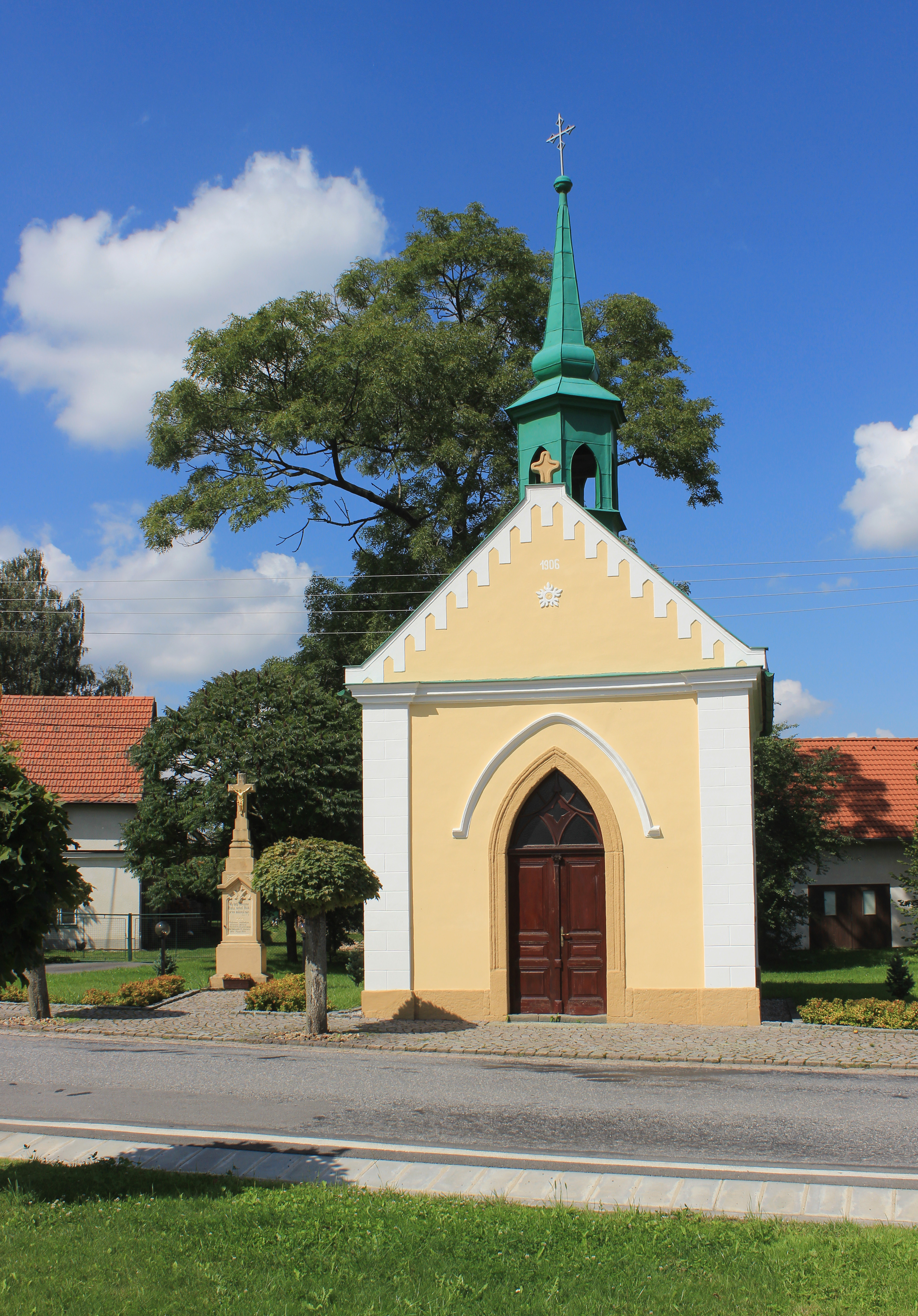
Kaplička na návsi
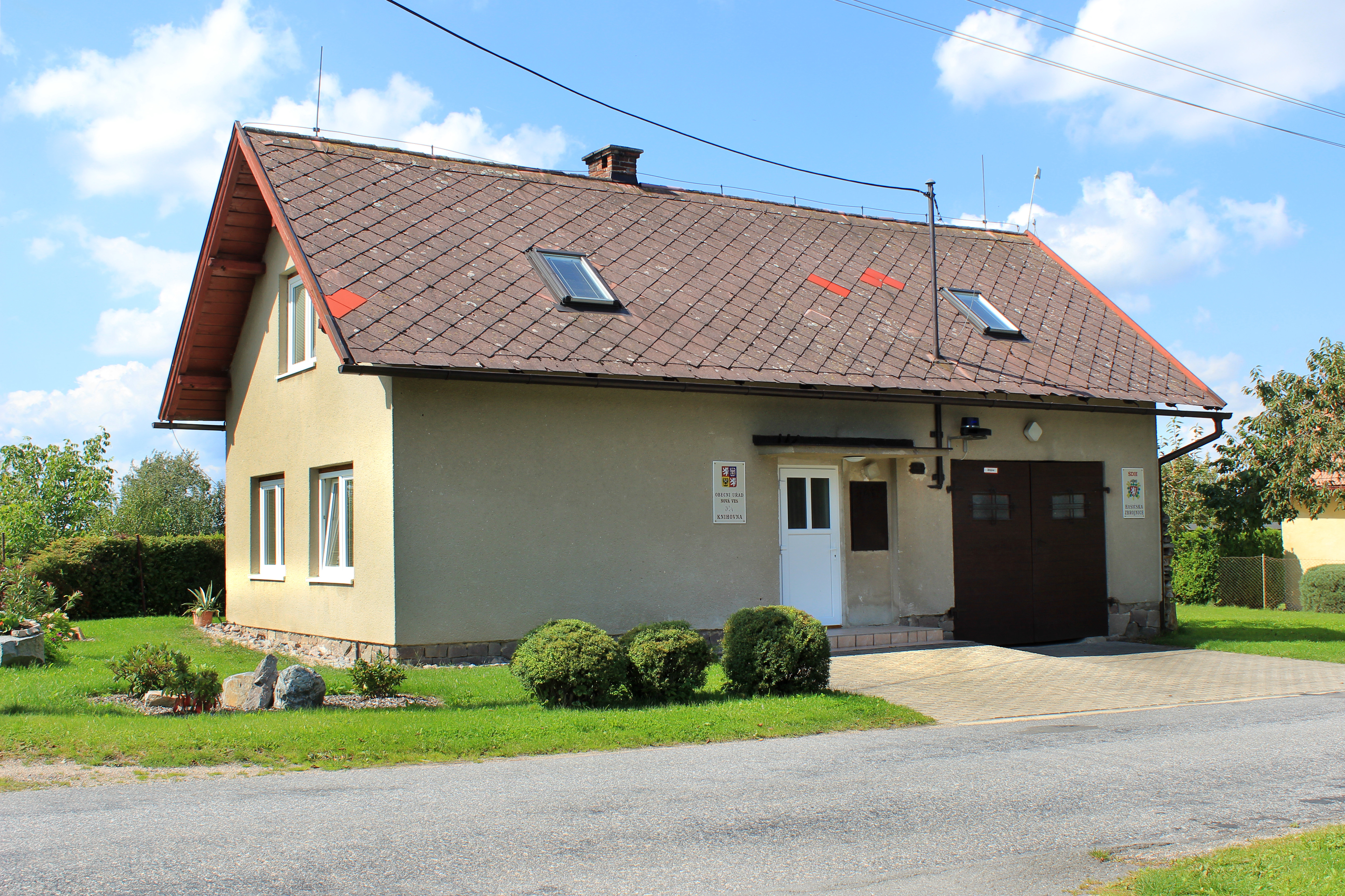
Obecní úřad
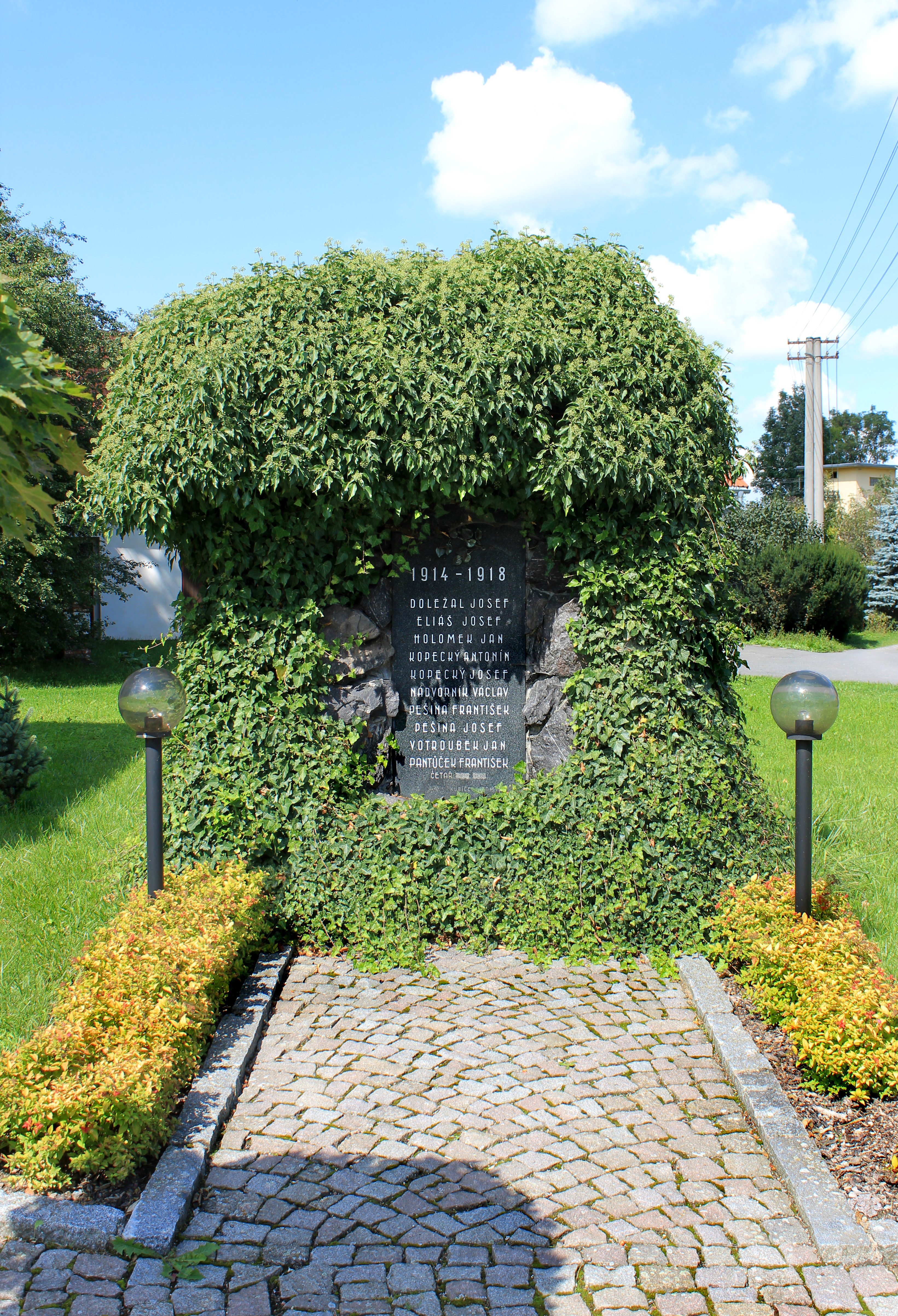
Památník skrytý v zeleni